# Gersau
Gersau é uma comuna da Suíça, no Cantão Schwyz, com cerca de 1.951 habitantes. Estende-se por uma área de 23,7 km², de densidade populacional de 82 hab/km². Confina com as seguintes comunas: Arth, Beckenried (NW), Buochs (NW), Emmetten (NW), Ennetbürgen (NW), Ingenbohl, Lauerz, Vitznau (LU).
A língua oficial nesta comuna é o Alemão.